# The Mamas
The Mamas sind eine schwedisch-US-amerikanische Soul- und Gospel-Gruppe. Sie sollten Schweden beim Eurovision Song Contest 2020 in Rotterdam mit dem Lied Move vertreten, der musste am 18. März 2020 aufgrund der COVID-19-Pandemie abgesagt werden.

## Karriere
Die Gruppe besteht aus Ashley Haynes (* 19. Januar 1987 in Washington D.C.), Loulou Lamotte (* 16. April 1981 in Malmö) und Dinah Yonas Manna (* 5. September 1981 in Stockholm). 
Als Begleitsängerinnen unterstützten The Mamas 2019 John Lundvik bei dessen Beitrag bei Melodifestivalen 2019, Too Late for Love. Durch den Sieg bei Melodifestivalen erhielt Lundvik das Recht, Schweden beim Eurovision Song Contest 2019 in Tel Aviv zu vertreten. Auch dort wurde er von The Mamas begleitet. Im Finale erreichte Schweden den 5. Platz.
Ende 2019 wurde bekanntgegeben, dass The Mamas selbst bei Melodifestivalen 2020 mit ihrem Lied Move teilnehmen würden. Sie traten im ersten Halbfinale am 1. Februar 2020 in Linköping an und qualifizierten sich direkt für das Finale am 7. März 2020 in der Friends Arena in Stockholm. Dort gewannen sie mit insgesamt 137 Punkten und einem Punkt Vorsprung vor der Zweitplatzierten Dotter. Sie sollten Schweden beim Eurovision Song Contest 2020 in Rotterdam vertreten, der allerdings abgesagt wurde.
Am 3. Dezember 2020 wurde bekanntgegeben, dass die Gruppe mit dem Song In the Middle auch 2021 bei Melodifestivalen teilnehmen würden. Sie qualifizierten sich erneut direkt für das Finale, wo sie den dritten Platz belegten.

## Diskografie
Alben
- 2020: Tomorrow Is Waiting
- 2020: All I Want for December

Singles
- 2020: Move
- 2020: Let It Be
- 2020: Touch the Sky
- 2020: A Christmas Night to Remember
- 2021: In the Middle